# Maggie Furey
Pour les articles homonymes, voir Furey.
Œuvres principales
- La Harpe des vents

Maggie Furey née Armstrong le 5 novembre 1955 dans le comté de Northumberland en Angleterre et morte le 3 novembre 2016 dans le comté de Wicklow en Irlande. Elle a été professeur mais a également été critique littéraire à la BBC Radio Newcastle. Elle a été conseillère au Durham Reading Resources Centre et dans des foires de livres pour la jeunesse. Elle vit maintenant dans le comté de Wicklow en Irlande. Elle est une auteure reconnue de fantasy, notamment pour sa série Les Artefacts du pouvoir, qui est centrée sur le personnage principal Aurian.
En 1995, elle a reçu le prix British Fantasy dans la catégorie Nouvel auteur. Maggie Furey a aussi été nomée à deux reprises pour le prix Locus ; en 1995, dans la catégorie meilleur premier roman et en 1996, dans la catégorie meilleur roman de fantasy pour son roman La Harpe des vents.

## Œuvres

### Les Artefacts du pouvoir
1. Aurian, Bragelonne, 2006 ((en) Aurian, 1994)Réédité en 2009 par J'ai lu
2. La Harpe des Vents, Bragelonne, 2007 ((en) Harp of Winds, 1994)Réédité en 2009 par J'ai lu
3. L'épée de Feu, Bragelonne, 2007 ((en) The swords of Flame, 1995)Réédité en 2010 par J'ai lu
4. Dhiamarra, Bragelonne, 2008 ((en) Dhiamarra, 1997)

### The Shadowleague
1. (en) The heart of Myrial, 1998
2. (en) The spirit of the stone, 2001
3. (en) THe Eye of Eternity, 2002aka Echo of Eternity

### Chronicles of the Xandim
1. (en) Heritage of the Xandim, 2008
2. (en) Exodus of the Xandim, 2009